# Cá nhà táng lùn
Cá nhà táng lùn (danh pháp hai phần: Kogia sima) là một loài cá trong họ Kogiidae. Cá nhà táng lùn thích nước sâu, nhưng ven biển hơn so với cá nhà táng nhỏ. Môi trường sống ưa thích của nó dường như là chỉ ra khỏi thềm lục địa. Ở Đại Tây Dương, các trường hợp mắc cạn đã được quan sát ở Virginia, Hoa Kỳ ở phía Tây và Tây Ban Nha, Vương quốc Anh ở phía đông và phía nam cũng như miền nam Brazil và mũi của châu Phi. Ở Ấn Độ Dương, các mẫu vật đã được tìm thấy trên bờ biển phía nam của Úc và nhiều nơi dọc theo bờ biển phía bắc của Ấn Độ Dương - từ Nam Phi vòng qua phải đến Indonesia. Ở Thái Bình Dương, phạm vi được biết đến bao gồm bờ biển Nhật Bản và British Columbia. Người ta chưa ước tính dân số toàn cầu. Một cuộc khảo sát ước tính dân số khoảng 11.000 cá thể ở đông Thái Bình Dương.

## Hình ảnh

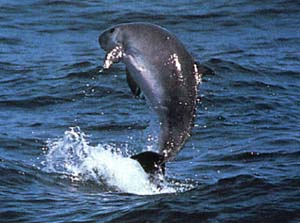